# Leopold Wenger
Leopold Wenger, född 4 september 1874 i Obervellach, Kärnten, död där 21 september 1953, var en österrikisk jurist.
Wenger blev 1897 juris doktor, 1901 privatdocent och 1902 extra ordinarie professor i romersk rätt, allt i Graz, varifrån han flyttade som ordinarie professor i samma ämne 1904 till Wien, 1905 åter till Graz, 1908 till Heidelberg och 1909 till München. Han var slutligen professor vid Wiens universitet 1935–38. 
Som författare är han mest känd genom arbeten på den rättshistoriska papyrusforskningens område. Han lämnade värdefulla bidrag om antik rätt till samlingsverket "Die Kultur der Gegenwart".